# 深水長智
深水長智（1532年—1590年，天文元年－天正18年）是相良氏的家臣，乃是深水賴金之子。深水氏世代皆為相良氏奉行，深水長智在內政上發揮出頗為優異的手腕。
天正9年（1581年）主君相良義陽於進攻阿蘇家時戰死，深水長智代表相良氏向島津義久交涉、確保義陽遺兒相良忠房、相良長每的繼承權，並在豐臣秀吉發動九州征伐初期亦幫助島津氏，但見到戰況不利於島津家後，也很快的見風轉舵，讓主君相良長每遣使朝見秀吉，獲得相良氏存續交渉的保證承認。
外交折衝期間，秀吉對深水長智外交能力及連歌才能頗為賞識，因此深水長智被秀吉任命為直轄領水俣的代官。天正18年（1590年）病故。法名為權大僧都法印宗方。
由於深水長智的嫡子攝津介年輕戰死，長智收弟弟深水織部之子賴藏為養子繼承家名地位。